# NGC 6305
NGC 6305 este o galaxie lenticulară situată în constelația Altarul. A fost descoperită în 5 iulie 1836 de către John Herschel. Se află la o distanță de 38,22 de megaparseci de Pământ.